# Pambos Pittas
Charalambos "Pambos" Pittas, född 26 juni 1966 i Limassol, är en cypriotisk före detta fotbollsspelare.
Han spelade 83 landskamper för Cyperns landslag, bland annat som vänsterback.